# 彭樹華 (清朝)
彭樹華（？—？），江西省袁州府萍鄉縣人，清朝政治人物、進士出身。
光緒二十一年（1895年），参加光緒乙未科殿試，登進士二甲18名。同年五月，改翰林院庶吉士。